# Cape Canaveral (Florida)
Cape Canaveral is een plaats (city) in de Amerikaanse staat Florida, en valt bestuurlijk gezien onder Brevard County.
De plaats Cape Canaveral ligt op een barrière-eiland voor de oostkust van Florida 10 kilometer ten zuid-zuidwesten van de kaap waarnaar de plaats genoemd is. Cape Canaveral heeft een zeehaven (Port Canaveral) die voor visserij-, industrie-, marine- en cruiseschepen wordt gebruikt. Deze is ook door een sluis vanaf de Bananariver bereikbaar. Ten noorden van Cape Canaveral liggen de ruimtehavens Cape Canaveral Air Force Station en het Kennedy Space Center. Cape Canaveral ligt in de onofficiële regio Space Coast.

## Demografie
Bij de volkstelling in 2000 werd het aantal inwoners vastgesteld op 8829.
In 2006 is het aantal inwoners door het United States Census Bureau geschat op 10.363, een stijging van 1534 (17,4%).

## Geografie
Volgens het United States Census Bureau beslaat de plaats een oppervlakte van
6,0 km², geheel bestaande uit land. Cape Canaveral ligt op ongeveer 3 m boven zeeniveau.

## Plaatsen in de nabije omgeving
De onderstaande figuur toont nabijgelegen plaatsen in een straal van 20 km rond Cape Canaveral.